# Sam Sodje
Sam Sodje (ur. 25 maja 1979 w Greenwich na przedmieściach Londynu) – piłkarz nigeryjski grający na pozycji środkowego obrońcy.
Dwaj bracia Sodje – Efe i Akpo, także grali w piłkę w Anglii.

## Kariera klubowa
Sam urodził się na przedmieściach Londynu w dzielnicy Greenwich. Pochodzi jednak z rodziny nigeryjskich emigrantów. Będąc nastolatkiem wyjechał do ojczyzny swoich rodziców i zaczął tam kopać piłkę w klubie All Star. Potem zaliczył kolejno inne mniejsze zespoły takie jak Moriamo i Franger.
W styczniu 2001 Sodje powrócił do Wielkiej Brytanii i podpisał kontrakt z zespołem Stevenage Borough grającym w Conference National. Do końca sezonu zagrał w 8 meczach ligowych i ze swoim klubem zajął 7. pozycję w lidze. W klubie z miasta Stevenage grał także w sezonie 2001/2002 i zaliczył wówczas 18 występów i zdobył 2 gole. Jego klub zajął 11. miejsce.
Latem 2002 Sodje przeszedł do Margate FC. Już w debiucie zdobył ładnego gola strzałem nożycami. Szybko stał się podporą swojego zespołu, który skończył sezon na 10. miejscu. Sam rozegrał 39 meczów i popisał się wysoką skutecznością jak na obrońcę zdobywając 6 goli. Stał się ulubieńcem fanów, którzy wybrali go na Najlepszego Piłkarza Sezonu swojej drużyny. Latem 2003 Sodje przebywał na testach w Yeovil Town oraz Chester City, ale ostatecznie żaden z klubów nie podpisał z nim kontraktu. Sam wrócił do Margate i także w sezonie 2003/2004 należał do najlepszych piłkarzy swojej drużyny, która zajęła 16. miejsce w Conference. Sam strzelił 2 gole w 29 meczach.
Na początku sezonu 2004/2005 Sodje dokonał przeskoku o dwie klasy rozgrywkowe. Został wówczas piłkarzem Brentford FC, grającym w Football League One, przechodząc tam na zasadzie wolnego transferu. W Brentford imponował podobną skutecznością jak w Margate i w sezonie zdobył aż 7 goli w 40 meczach. Tutaj także stał się ulubieńcem fanów nie tylko z powodu dobrej gry, ale także ekscentrycznych fryzur. Lokalna gazeta przyznała mu nagrodę Najlepszego Piłkarza Sezonu w drużynie Brentford, które zajęło 4. miejsce, ale po fazie play-off nie zdołało awansować o klasę wyżej. W Brentford Sodje grał także w sezonie 2005/2006 i rozegrał 43 mecze, strzelając 5 bramek. Brentford było trzecie, ale znów w fazie play-off straciło szansę na awans.
12 lipca 2006 angielska prasa napisała, że Sodje jest bliski przejścia do beniaminka Premiership, Reading FC. Dwa dni później pomyślnie przeszedł testy medyczne i tym samym podpisał kontrakt z tym zespołem. Reading zapłaciło za niego sumę 350 tysięcy funtów. W Premiership Sam zadebiutował w 3. kolejce, 26 sierpnia w przegranym wyjazdowym meczu z Wigan Athletic, gdy zastępował zawieszonego za kartki Senegalczyka Ibrahimę Sonko. Rozegrał 3 mecze w jesieni i na wiosnę został wypożyczony do West Bromwich Albion, grającego w Football League Championship. Sezon 2007/2008 Nigeryjczyk spędził na wypożyczeniu w Charltonie Athletic, dla którego rozegrał 27 ligowych pojedynków. Kolejne rozgrywki Sodje rozpoczął jako gracz Watfordu, do którego trafił również na zasadzie wypożyczenia. 26 marca 2009 roku nigeryjski zawodnik został graczem Leeds United. W zespole tym rozegrał pięć występów, po czym powrócił do Reading. Od razu po tym opuścił ten klub i stał się wolnym agentem. W maju 2009 roku podpisał kontrakt z Charltonem. Rok później został zawodnikiem Skody Ksanti, lecz po miesiącu został zwolniony. 29 października 2010 roku stał się pierwszym nowym nabytkiem menadżera Notts County Paula Ince’a.
| Sezon   | Klub                      | Kraj   | Rozgrywki                    | Mecze | Bramki |
| ------- | ------------------------- | ------ | ---------------------------- | ----- | ------ |
| 2000/01 | Stevenage Borough F.C.    | Anglia | Conference National          | 8     | 0      |
| 2001/02 | Stevenage Borough F.C.    | Anglia | Conference National          | 18    | 2      |
| 2002/03 | Margate F.C.              | Anglia | Conference National          | 39    | 6      |
| 2003/04 | Margate F.C.              | Anglia | Conference National          | 29    | 2      |
| 2004/05 | Brentford F.C.            | Anglia | Football League One          | 40    | 7      |
| 2005/06 | Brentford F.C.            | Anglia | Football League One          | 43    | 5      |
| 2006/07 | Reading F.C.              | Anglia | Premiership                  | 3     | 0      |
| 2006/07 | West Bromwich Albion F.C. | Anglia | Football League Championship | 7     | 1      |
| 2007/08 | Charlton Athletic F.C.    | Anglia | Football League Championship | 27    | 2      |
| 2008/09 | Watford F.C.              | Anglia | Football League Championship | 1     | 0      |
| 2009/10 | Leeds United A.F.C.       | Anglia | Football League One          | 8     | 0      |
| 2009/10 | Charlton Athletic F.C.    | Anglia | Football League One          | 27    | 4      |
| 2010    | Skoda Ksanti              | Grecja | Super League Ellada          | 4     | 0      |
| 2010/11 | Notts County F.C.         | Anglia | Football League One          | 11    | 0      |
| 2011/12 | Notts County F.C.         | Anglia | Football League One          | 16    | 2      |
| 2012/13 | Portsmouth F.C.           | Anglia | Football League One          | 9     | 0      |

## Kariera reprezentacyjna
Sodje w 2005 roku zaliczył debiut w pierwszej reprezentacji Nigerii w towarzyskim meczu z Rumunią. Ma za sobą także występy w drużynie Under-20.